# Thierry de Landsberg
Thierry de Landsberg (en allemand : Dietrich), surnommé le Sage ou le Gros, né vers 1242 et mort le 8 février 1285 en revenant de Pologne), est un prince de la maison de Wettin, fils cadet du margrave Henri III de Misnie. Il est margrave de Landsberg de 1263 jusqu'à sa mort.  

## Biographie
Thierry est le second fils de Henri III dit « l'Illustre » (mort en 1288), margrave de Misnie et de Lusace, et de son épouse Constance de Babenberg (morte avant 1243), fille du duc Léopold VI d'Autriche. 
Pour assuer l'héritage pour son fils cadet, le margrave Henri, en 1261, sépare le « margraviat de Landsberg » dans la partie la plus à l'ouest de ses domaines, entre les rivières de la Saale et de la Mulde. Constitué en rang d'État impérial sans la participation du souverain, durant le Grand Interrègne, cet acte néanmoins contredit le droit du Saint-Empire. En 1263, Henri transfère le nouveau margraviat à Thierry créant ainsi une lignée cadette de la maison de Wettin. Deux ans plus tard, le frère aîné de Thierry, Albert II, obtient le landgraviat de Thuringe et le comté palatin de Saxe des mains de son père.
Résidant au château de Landsberg, Thierry régnait également sur le domaine de Delitzsch et l'ancien comté de Groitzsch sur l'Elster Blanche, ainsi que les environs de Leipzig, Weißenfels, Zwickau et Grimma. Après la mort en août 1270 de sa belle-sœur Marguerite de Hohenstaufen, dite de Sicile, qui s'était réfugiée à Francfort pour échapper à son époux le margrave Albert II, Thierry recueille ses deux neveux Frédéric et Thierry IV. 
Thierry de Landsberg meurt en 1285. Son tombeau se trouve à Seusslitz, inclus dans l'actuelle commune de Nünchritz. La branche des margraves s’éteint à la mort en 1291 de son fils Frédéric Tuta. Le territoire de l'ancien margraviat est alors vendu à la maison d'Ascanie, margraves de Brandebourg ; en 1347, il est regagné par la maison de Wettin. 

## Union et postérité
En 1258, Thierry épouse Hélène (morte en 1304), une fille du margrave Jean Ier de Brandebourg, issue de la maison d'Ascanie. Ils ont au moins trois enfants :
- Sophie de Landsberg (née vers 1259 et morte le 24 août 1318), épouse en 1266 par procuration le prince Conrad de Hohenstaufen ; puis en 1271, le duc silésien  Conrad II de Głogów ; finalement, elle devient abbesse de Weißenfels ;
- Frédéric Tuta (1269–1291), margrave de Lusace ;
- Gertrude (morte le 17 janvier 1325), nonne à l'abbaye de Weißenfels.

## Source
- (en) Cet article est partiellement ou en totalité issu de l’article de Wikipédia en anglais intitulé « Theodoric of Landsberg » (voir la liste des auteurs), édition du 26 avril 2014.